# Miloslav Šimek
Miloslav Šimek (7. března 1940 Praha – 16. února 2004 Praha) byl český komik, humorista, satirik a spisovatel, který se proslavil v divadle Semafor ve tvůrčí dvojici s Jiřím Grossmannem (Š+G).
Do povědomí široké veřejnosti se dostal koncem 60. let, když Československá televize pod režijním vedením Jána Roháče začala uvádět jejich semaforské pořady a hudební vydavatelství Panton začalo vydávat jejich gramofonové desky. Po Grossmannově smrti (1971) vystupoval s Luďkem Sobotou (a Petrem Nárožným), později s Jiřím Krampolem a nakonec se Zuzanou Bubílkovou. Až do své smrti patřil k čelným postavám české politické satiry.

## Život a kariéra
Narodil se 7. března 1940. Vystudoval Pedagogický institut a stal se učitelem s aprobací dějepis, čeština a výtvarná výchova. Na právnickou fakultu, kam se nejprve hlásil, nebyl přijat kvůli špatnému kádrovému profilu. Po maturitě proto pracoval v účtárně státního podniku Stavoinvest, poté jako skladník ve skladu sanitární keramiky.
Během vysokoškolských studií se setkal s Jiřím Grossmannem, s nímž založil humoristickou dvojici, která posléze vystupovala v divadle Semafor. Během vojenské základní služby spoluzaložil divadelní soubor Vojenské jeviště. Poté se vrátil ke spolupráci s Grossmannem. 
Jejich pořady, zvané Návštěvní dny, byly pásmy komických dialogů a scének prokládaných písněmi populárních interpretů z jejich semaforské družiny (Naďa Urbánková, Miluše Voborníková, Pavel Bobek, Jiří Helekal, duo Paleček a Janík, Zuzana Burianová , Valérie Čižmárová a další). Jedinečnou a esenciální složkou Návštěvních dnů bylo čtení krátkých povídek nabitých absurdním humorem, které Šimek s Grossmannem společně psali v pražské kavárně Slavia. Nejostřejší politickou satiru provozovali v tzv. „Pupácích“ – dialozích spisovatele Dušana M. Pupáka (Grossmann) a jeho přítele Čendy Krchova (Šimek), které probíhaly jako poloveřejná vystoupení na závěr večera (v televizi se nevysílaly, dochovaly se jen zvukové nahrávky).
Po smrti Jiřího Grossmanna spolupracoval Šimek v 70. letech s Luďkem Sobotou a Petrem Nárožným. V roce 1977 jako většina umělců podepsal tzv. antichartu, aby mohl pokračovat v činnosti. V 80. letech začal vystupovat s Jiřím Krampolem, s nímž se také vrátil ke psaní povídek. 
Hlavně na  začátku normalizace byl Šimkův a Grossmannův humor v řadě narážek během představení protirežimní, za což byli diváci velice vděčni a hlediště mnohdy doslova řvalo smíchy. Humor, který se vydal časem vlastním směrem odlišným od představ Jiřího Suchého, byl však příčinou neshod, které ukončila až výpověď z divadla Semafor na počátku 90. let. Po odchodu ze Semaforu Šimek založil své vlastní Divadlo Jiřího Grossmanna, kde působil spolu se Zuzanou Bubílkovou až do své smrti.
Vyznával zdravý životní styl, nekouřil a sportoval, byl skautem a vášnivým tenistou. Po 60. roce věku vážně onemocněl rakovinou. Nepřestal ale vystupovat, ani když podstupoval chemoterapie. Zemřel 16. února 2004 na mnohočetný myelom zmutovaný do akutní leukemie; šlo o velmi netypický průběh této nemoci. Je pohřben v na hřbitově v Levém Hradci v Roztokách u Prahy, kde měl po mnoho let svoji chalupu.
Zemřel týden před natáčením dalšího dílu Politického Harašení, který psali se Zuzanou Bubílkovou v nemocnici, kde ležel. Místo něj TV Nova odvysílala střihový pořad z toho nejlepšího, co Miloslav Šimek na Nově vyrobil.

## Rodina
Oba jeho rodiče pocházeli ze Strakonic, jeho otcem byl literát a publicista Rudolf Gustav Šimek. Přes matku, rozenou Samcovou, byl příbuzný s hercem Jiřím Štěpničkou.
S manželkou Magdalenou měl tři dcery – Evu, Magdalenu a Hanu.
Jeho mladší bratr Martin Šimek roku 1968 emigroval do Nizozemska, kde se stal televizním moderátorem a tenisovým trenérem.
Jeho bratranec Josef Šimek byl dlouholetým členem kapely Greenhorns.

## Knihy
- 1969 Besídka zvláštní školy (povídky Š+G)
- 1975 Návštěvní dny (napsal M. Šimek s J. Grossmannem, vyšlo až po smrti J. Grossmanna, stejně jako následující)
- 1976 Návštěva cirkusu (s J. Grossmannem)
- 1987 Tři mušketýři (s L. Sobotou)
- 1990 Besídka bývalých žáků zvláštní školy (povídky Š+G a Š+K)
- 1993 Povídky aneb Nechci slevu zadarmo (povídky Š+G)
- 1996 Surio Mario v Čechách aneb Jedeme do Evropy (s J. Krampolem)
- 1997 Politici nevyhynou (se Z. Bubílkovou)
- 1998 Politická kámasútra (se Z. Bubílkovou)
- 1999 Politická záchytka (se Z. Bubílkovou)
- 2000 Politické mraveniště (se Z. Bubílkovou)
- 2001 Politický orloj (se Z. Bubílkovou)
- 2002 Komu není shůry dáno, v politice nekoupí (se Z. Bubílkovou)
- 2005 Jak vyrobit bumerang (s L. Sobotou, vyšlo rok po smrti Šimka)
- 2008 Povídky (povídky Š+G, vydáno po smrti obou jako vzpomínka na ně)

## Vystupování
Své divadelní působení zahájil s Jiřím Grossmannem, jejich vystoupení v divadle Semafor měla velký úspěch; kromě toho společně vystupovali ještě v divadélku Sluníčko, kde vznikl základ jejich pozdějších Návštěvních dnů. Vyjma hlavní divadelní činnosti se podílel na založení a organizaci několika zábavných mládežnických klubů. Spolupodílel se také na tvorbě kabaretních pořadů (první se jmenoval Polotrapno), s Jiřím Grossmannem napsal desítky povídek a (nerealizovaný) filmový scénář Až přijde Komenská.
Jejich semaforské pořady měly stálé hudební hosty a spolupracovníky, jako Pavel Bobek, F. R. Čech s kapelou, Country Beat Jiřího Brabce, Paleček & Janík, Jiří Helekal, Naďa Urbánková, Miluše Voborníková, Valérie Čižmárová...Vystupovali zde i Eva Olmerová nebo Karel Kryl.

### Divadelní představení
- 2019 Zajíc v pytli – spoluautor
- 2014 Návštěvní den u Miloslava Šimka – spoluautor
- 2000 Politické harašení
- 1998 Politická inventura
- 1997 Pohoda Vánoc
- 1996 Pohoda všedního dne
- 1996 Mimořádný den v Kavárně u Uršuly
- 1995 Kavárna u Uršuly II. aneb číšník a dítě
- 1995 S politiky netančím
- 1995 Muž se třemi ženami
- 1993 Kavárna u Uršuly
- 1993 Černá hodinka a půl
- 1993 Návštěvní den č.8
- 1992 Měsíčník Divadla Jiřího Grossmanna
- 1992 Pohoda 92
- 1991 Čichám, čichám Ameriku
- 1990 Telefony aneb křížový výslech
- 1990 Jedeme do Evropy
- 1988 Nešlo odolat aneb besídka mimořádná – zahradní
- 1986 Besídka bývalých žáků zvláštní školy
- 1984 Záviš kontra Březinová
- 1984 Pohoda Vánoc
- 1983 Pohoda Vánoc
- 1980 Návštěvní den č.7
- 1978 Celaskon a cyankali
- 1977 Dva pestré týdny v oblastním muzeu
- 1976 Robinson Kreutznauer potom a Šípková Růženka napřed
- 1975 Návštěvní den č.6
- 1973 Jemný mrav
- 1973 Třetí nejlepší představení na světě aneb zázrak
- 1972 Zavěste, prosím, volá Semafor
- 1971 Návštěvní den č.5
- 1971 Besídka divadelní aneb staříček Hamuša ožil
- 1970 Návštěvní den č. 3
- 1970 Othello odpadá aneb večer u kulečníku
- 1968 Besídka v rašeliništi
- 1968 Návštěvní den č. 2
- 1968 Večer pro otrlé aneb pět Pupáků
- 1967 Návštěvní den č. 1
- 1967 Besídka zvláštní školy

## Televize
- 2001–2003 Politické harašení (1 – 20)
- 1995–2000 S politiky netančím (1 – 52)
- 1992 Telefony aneb Na návštěvě u Josefa Fouska
- 1990 Zajíc v pytli č. 12
- 1990 Zajíc v pytli č. 11
- 1989 Zajíc v pytli č. 10
- 1988 Zajíc v pytli č. 9: Spolu s Jiřím Grossmannem
- 1988 Zajíc v pytli č. 8
- 1987 Zajíc v pytli č. 7
- 1987 Zajíc v pytli č. 6
- 1987 Zajíc v pytli č. 5
- 1987 Zajíc v pytli č. 4
- 1986 Zajíc v pytli č. 3
- 1984 Zajíc v pytli č. 2
- 1984 Ze Soboty na Šimka aneb zajíc v pytli
- 1980 Decentní večer IV
- 1979 Decentní večer III
- 1978 Decentní večer II
- 1977 Decentní večer I

## Filmografie
- Případ mrtvého muže, 1974
- Jen ho nechte, ať se bojí!, 1977
- Hop – a je tu lidoop, 1977
- Buldoci a třešně, 1981
- Kam doskáče ranní ptáče, 1987
- Deset malých běloušků, 1993

### Záznamy na DVD
- Síň slávy televizní zábavy: Miloslav Šimek a jeho herečtí partneři, 2013
- Miloslav Šimek & Petr Nárožný & Luděk Sobota: Nejslavnější scénky, 2005 (natočeno 1973)